# Rote Liste gefährdeter Tiere und Pflanzen im FFH-Gebiet Wälder und Wiesen bei Malsch
Die Rote Liste gefährdeter Tiere und Pflanzen im FFH-Gebiet Wälder und Wiesen bei Malsch enthält Wirbel-/wirbellose Tiere und Pflanzen, die im FFH-Gebiet Wälder und Wiesen bei Malsch nachgewiesen wurden und ausgestorben oder gefährdet sind.
| Klassifikation        | Art                                                        | Rote-Liste-Kategorie (RL)  | Bild                                |
| --------------------- | ---------------------------------------------------------- | -------------------------- | ----------------------------------- |
| Vögel                 | Rotmilan (Milvus milvus)                                   | Vorwarnliste               | Rotmilan                            |
| Vögel                 | Weißstorch (Ciconia ciconia)                               | 3 (gefährdet)              | Weißstorch                          |
| Fledermäuse           | Breitflügelfledermaus (Eptesicus serotinu)                 | 3 (gefährdet)              | Breitflügelfledermaus               |
| Reptilien             | Zauneidechse (Lacerta agilis)                              | Vorwarnliste               | Zauneidechse                        |
| Amphibien             | Feuersalamander (Salamandra salamandra)                    | Vorwarnliste               | Feuersalamander                     |
| Amphibien             | Grasfrosch (Rana temporaria)                               | Vorwarnliste               | Grasfrosch                          |
| Tagfalter             | Großer Feuerfalter (Lycaena dispar)                        | 3 (gefährdet)              | Großer Feuerfalter                  |
| Tagfalter             | Heller Wiesenknopf-Ameisenbläuling (Maculinea teleius)     | 2 (stark gefährdet)        | Heller Wiesenknopf-Ameisenbläuling  |
| Tagfalter             | Dunkler Wiesenknopf-Ameisenbläuling (Maculinea nausithous) | Vorwarnliste               | Dunkler Wiesenknopf-Ameisenbläuling |
| Libellen              | Helm-Azurjungfer (Coenagrion mercuriale)                   | 2 (stark gefährdet)        | Helm-Azurjungfer                    |
| Blatthornkäfer        | Hirschkäfer (Lucanus cervus)                               | 2 (stark gefährdet)        | Hirschkäfer                         |
| Bockkäfer             | Körnerbock (Megopis scabricornis)                          | 1 (Vom Aussterben bedroht) | Körnerbock                          |
| Ulmengewächse         | Flatterulme (Ulmus laevis)                                 | Vorwarnliste               | Flatterulme                         |
| Orchideen             | Grünliche Waldhyazinthe (Platanthera chlorantha)           | 3 (gefährdet)              | Grünliche Waldhyazinthe             |
| Orchideen             | Helm-Knabenkraut (Orchis militaris)                        | 3 (gefährdet)              | Helm-Knabenkraut                    |
| Orchideen             | Kleines Knabenkraut (Orchis morio)                         | 2 (stark gefährdet)        | Kleines Knabenkraut                 |
| Orchideen             | Breitblättriges Knabenkraut (Dactylorhiza majalis)         | Vorwarnliste               | Breitblättriges Knabenkraut         |
| Sommerwurzgewächse    | Wald-Läusekraut (Pedicularis sylvatica)                    | 3 (gefährdet)              | Wald-Läusekraut                     |
| Kreuzblumengewächse   | Quendelblättrige Kreuzblume (Polygala serpyllifolia)       | 3 (gefährdet)              | Quendelblättrige Kreuzblume         |
| Kreuzblumengewächse   | Gewöhnliche Kreuzblume (Polygala vulgaris)                 | 3 (gefährdet)              | Gewöhnliche Kreuzblume              |
| Kardengewächse        | Gewöhnlicher Teufelsabbiss (Succisa pratensis)             | 3 (gefährdet)              | Gewöhnlicher Teufelsabbiss          |
| Lippenblütler         | Echte Betonie (Betonica officinalis)                       | Vorwarnliste               | Echte Betonie                       |
| Schmetterlingsblütler | Färber-Ginster (Genista tinctoria)                         | Vorwarnliste               | Färber-Ginster                      |
| Sauergräser           | Schmalblättriges Wollgras (Eriophorum angustifolium)       | Vorwarnliste               | Schmalblättriges Wollgras           |
| Sauergräser           | Grünliche Gelb-Segge (Carex demissa)                       | Vorwarnliste               | Grünliche Gelb-Segge                |
| Sauergräser           | Filz-Segge (Carex tomentosa)                               | 3 (gefährdet)              | Filz-Segge                          |
| Sauergräser           | Entferntährige Segge (Carex distans)                       | 3 (gefährdet)              | Entferntährige Segge                |
| Süßgräser             | Dreizahn (Danthonia decumbens)                             | Vorwarnliste               | Dreizahn                            |
| Süßgräser             | Dicke Trespe (Bromus grossus)                              | 2 (stark gefährdet)        |                                     |
| Süßgräser             | Trauben-Trespe (Bromus racemosus)                          | 3 (gefährdet)              | Trauben-Trespe                      |
| Laubmoose             | Bach-Spatenmoos (Scapania undulata)                        | Vorwarnliste               | Bach-Spatenmoos                     |
| Laubmoose             | Quellmoos (Fontinalis antipyretica)                        | Vorwarnliste               | Quellmoos                           |
| Laubmoose             | Grünes Besenmoos (Dicranum viride)                         | Vorwarnliste               | Grünes Besenmoos                    |

## Weblink
- Die Roten Listen. Bundesamt für Naturschutz